# ميخائيل دين (مقدم تلفزيوني)
ميخائيل دين (بالإنجليزية: Michael Dean)‏ هو مقدم تلفزيوني نيوزيلندي، ولد في 15 مايو 1933 في بالميرستون نورث في نيوزيلندا، وتوفي في 5 أكتوبر 2015.